# The Judds
The Judds — американская кантри-группа, семейный дуэт в составе Наоми Джадд (1946—2022) и её дочери Вайнонны Джадд (р. 1964). Один из наиболее успешных дуэтов в истории кантри-музыки выпустил 5 студийных альбомов (в 1983—1990 годах), достигших платинового или золотого статуса RIAA, 14 их синглов в 1984—1989 годах возглавляли кантри-чарт США. Лауреат 5 премий Грэмми и многих других наград. Посвящены в Зал славы кантри (2021).

## История
См. также «The Judds History» в английском разделе.
Дуэт существовал в 1983—1991 годах, а также в 1994, 1998—2000, 2008—2011 и 2015 годах. Распад после 8 успешных лет музыкальной карьеры был вызван болезнью Наоми. Записи дуэта были проданы тиражом более 20 миллионов экземпляров в США, а их синглы четырнадцать раз возглавляли чарт Hot Country Songs. Дуэт выиграл более шестидесяти наград, включая пять премий «Грэмми».
В мае 2022 года вместе с Рэем Чарльзом были включены в Зал славы и музей кантри.

## Дискография
См. также «The Judds Discography» в английском разделе.

### Студийные альбомы
- Why Not Me (1984; № 1 в US Country)
- Rockin' with the Rhythm (1985; № 1 в US Country)
- Heartland (1987; № 1 в US Country)
- River of Time (1989; № 2 в US Country)
- Love Can Build a Bridge (1990; № 5 в US Country)

### Сборные альбомы
- Greatest Hits (1988; № 1 в US Country)
- The Collectors Series (1990)
- Greatest Hits Volume Two (1991)
- The Judds: Number One Hits (1994)
- I Will Stand by You: The Essential Collection (2011)

## Награды

### Academy of Country Music
- 1984 Top Vocal Duo
- 1985 Top Vocal Duo
- 1986 Top Vocal Duo
- 1987 Top Vocal Duo
- 1988 Top Vocal Duo
- 1989 Top Vocal Duo
- 1990 Top Vocal Duo
- 2013 Cliffie Stone Pioneer Award

### Country Music Association
- 1984 Horizon Award
- 1985 Single of the Year — «Why Not Me»
- 1985 Vocal Group of the Year
- 1986 Vocal Group of the Year
- 1987 Vocal Group of the Year
- 1988 Vocal Duo of the Year
- 1989 Vocal Duo of the Year
- 1990 Vocal Duo of the Year
- 1991 Vocal Duo of the Year

### Grammy Awards
- 1985 Best Country Performance by a Duo or Group with Vocal[англ.] — «Mama He’s Crazy»
- 1986 Best Country Performance by a Duo or Group with Vocal — «Why Not Me»
- 1987 Best Country Performance by a Duo or Group with Vocal — «Grandpa (Tell Me 'Bout the Good Old Days)»
- 1989 Best Country Performance by a Duo or Group with Vocal — «Give A Little Love»
- 1992 Best Country Performance by a Duo or Group with Vocal — «Love Can Build A Bridge»